# Korfbal Club Sant Cugat
Korfbal Club Sant Cugat (KCSC) is een korfbalvereniging uit het Catalaanse Sant Cugat del Vallès, een stad in de metropool van Barcelona.
Het eerste team van KCSC speelt in de eerste klasse van de Catalaanse Korfbalbond FCK (Federació Catalana de Korfbal). Deze competitie staat in Catalonië bekend onder de naam 'Primera Divisió'

## Teamleden 2008/09
| - Cristina Ruiz Martin - Berta Alomà Sesé - Mari Carmen Lara - Merche Marín Aguilera |  | - Nico Luiten - Joan Garcia i Santiago - Albert Parrón Herrera - Jonathan Malo Ruiz - Duncan MacLachlan |  |  |

Trainer
- Rosendo Garcia Bernedo